# 페미컨

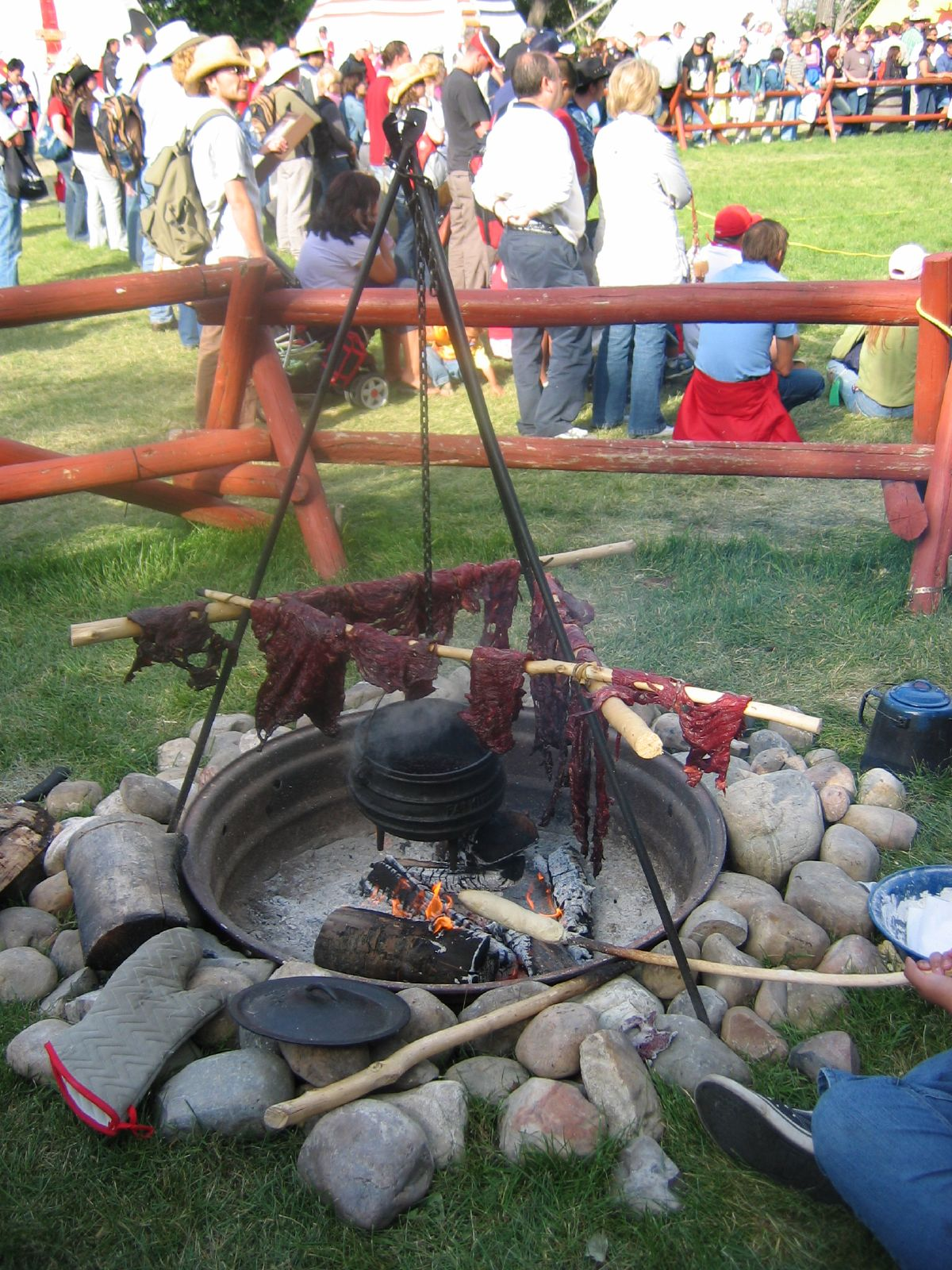

페미컨(영어: pemmican)은 보존 식량의 한 종류로, 고기조각과 채소를 대량의 지방분에 녹여 그대로 굳힌 것이며, 극지 탐험가들이 주로 먹는다. 지방질이 풍부해서 몸을 따뜻하게 유지하기위한 열량이 충분하다, 남극이나 북극에서는 몇 년 동안 썩지 않는다. 굳어버린 지방층이 미생물 번식이나 산소와의 접촉을 막아주기 때문이다. '페미컨'이라는 이름은 크리어 낱말인 피미흐칸(pimîhkân)에서 왔는데, 여기서 ‘피미(pimî)’는 비계를 뜻한다.

## 재료
- 말린 쇠고기나 말고기
- 비계 또는 라드
- 잘게 부순 비스킷
- 양파나 다른 채소

## 조리법
모든 재료를 그릇에 넣어 섞은 뒤, 상자나 깡통에 담는다. 만드는 방법은 간단해서 삶거나 구울 필요가 없다.

## 같이 보기
- 아쿠탁
- 식품 건조
- 저키
- 파스트르마
- 훈제육